# 情定三生
《情定三生》是民初情感电视剧，改编自北京东方飞云国际影视公司電視電影《天知恋》和《情定三生》，講述一位警察副局長千金的四段姻緣的故事。2013年7月開拍，同年10月殺青。剧中亦重用自家制作公司演员：朱一龙、于清斌、王艺曈等。湖南电视剧频道改名為《闺蜜乱了》，於2014年7月9日首播，亦於同年11月21日在湖北、四川、广东、北京卫视上星播出。

## 剧情
讲述督军沈虎失散多年的女儿沈凌雪与结拜姐妹吴翠翠一起到金城寻父，沈凌雪坠马失忆被医馆掌柜顾致远收留改名顾知夏，翠翠被沈虎误认为沈凌雪，两人身份互换，并与向天、迟瑞发生虐心感情纠葛。该剧囊括宅门争斗，军阀混战，情感虐恋等元素。

## 演员
| 演员   | 角色   | 简介 |
| 郑佩佩 | 迟母   | 迟母，迟小姐，迟夫人，阿姨，伯母 迟幾道之母 玉融之婆婆 迟瑞之祖母 大蓉之姨外婆 吴翠翠，沈凌雪，蔷薇之前祖母 向悠悠之继曾祖母 |
| 蒲巴甲 | 任向天 | 向天，向先生，叔叔，伯父 任向啸之独生子 沈虎，碧城之女婿 王融，张书婷之前继女婿 张书豪之继外甥女婿 龙天泽之表妹夫 沈凌雪之前夫 向悠悠之父 迟瑞之前情敌 迟瑞之前死敌                                                                                    |
| 汤镇宗 | 沈虎   | 沈虎，沈先生，叔叔，伯父 碧城之夫 摩达之前姐夫 张书豪之前姐夫 玉融，张书婷之前夫 沈凌雪之父 龙天泽之舅舅 任向天之前岳父 迟瑞之岳父 向悠悠之外公 吴翠翠之假父 迟瑞之前假岳父                                                                            |
| 未登场 | 碧城   | 碧城，碧小姐，沈夫人，沈太太，大夫人，大太太，阿姨，伯母 沈虎之妻 沈凌雪之母 龙天泽之舅妈 任向天之岳母 迟瑞之前岳母 向悠悠之外婆 吴翠翠之假母 迟瑞之前假岳母                                                                                           |
| 王春妹 | 玉融   | 玉融，玉小姐，沈夫人，沈太太，二夫人，二太太，阿姨，伯母 迟母之前媳妇 迟幾道之前妻 迟瑞之母 沈凌雪之婆婆 龙天泽之前舅妈 向悠悠之继祖母 沈虎之前妻 沈凌雪之前继母 任向天之继岳母 向悠悠之前继外婆 吴翠翠之前继假母                                      |
| 王藝曈 | 张书婷 | 书婷，张小姐，沈夫人，沈太太，三夫人，三太太，阿姨，伯母 摩达之姐姐 沈虎之前妻 沈凌雪之前继母 龙天泽之前舅妈 迟瑞，任向天之前继岳母 向悠悠之前继外婆 吴翠翠之前继假母 迟瑞之前继假岳母                                                                 |
|        | 龙天泽 | 天泽，龙先生 沈虎，碧城之外甥 玉融，张书婷之前外甥 沈凌雪任向天 迟瑞之前表哥 吴翠翠之假表哥 迟瑞之前假继表哥 |
| 朱一龙 | 迟瑞   | 迟瑞，迟先生，叔叔，伯父 迟几道，玉融之独生子 大蓉之表姐 迟母之孙 沈虎，碧城之前女婿 张书琴之前继女婿 龙天泽之前表妹夫 沈凌雪之夫 向悠悠之继父 吴翠翠之前夫 任向天之前情敌 任向天之前死敌                                                              |
| 海波   | 顾致远 | 致远，顾先生，叔叔，伯父 沈凌雪之干父 迟瑞之干岳父 向天之前干岳父 向悠悠之干外公 醫館之老板 |
| 杨蓉   | 沈凌雪 | 凌雪，沈小姐，迟夫人，迟太太，任夫人，任太太，伯母，阿姨 沈虎，碧城之独生女 张书琴之前继女 龙天泽之表妹 迟几道，玉融之前媳妇 迟母之前孙媳妇 大蓉之前表弟媳妇 迟瑞之妻 任向啸之前媳妇 任向天之前妻 向悠悠之母 吴翠翠，蔷薇之前情敌 吴翠翠，蔷薇之前死敌 |
| 陈一诺 | 蔷薇   | 昔日反派，已改归正 迟几道，玉融之前媳妇 迟母之前孙媳妇 大蓉之前表弟媳妇 迟瑞之前妻 |
| 臧洪娜 | 大蓉   | 大蓉，阿姨，伯母 迟几道之侄女 玉融之前侄女 迟母之侄孙女 迟瑞之堂姐 吴翠翠，沈凌雪，蔷薇之前堂姐 向悠悠之继堂姑 |
| 孔慶三 | 严正   | 严正，严先生，叔叔，伯父 严卓正之父 |
| 康磊   | 张书豪 | 书豪，摩达，张先生 张書婷之弟弟 沈虎之前弟弟 沈凌雪，任向天，迟瑞之前继舅舅 |
| 杜建橋 | 吴九   | 吴九，吴先生，叔叔，伯父 吴翠翠之父 迟瑞之前岳父 |
| 张萌   | 吴翠翠 | 翠翠，吴小姐 吴九之独生女 迟母之前孙媳妇 迟瑞之前妻 |
| 尹泽强 | 穆风   | 穆风，穆小姐 |
| 陶飞燕 | 金兰   | 金兰，金小姐 |
| 鄢琪琦 | 刘管家 | 刘管家，刘先生 迟府之管家 |
| 刘妍希 | 雙鳳   | 雙風 清风寨之妻 |

## 音乐原声
| 曲序 | 曲目                   |      | 作曲 | 演唱   |
| ---- | ---------------------- | ---- | ---- | ------ |
| 1.   | 《恒星》（片头曲）     | 张赢 | 罗琨 | 朱一龙 |
| 2.   | 《情定三生》（片尾曲） | 张赢 | 罗琨 | 石杨   |

## 奬項
- 2014中国电视剧上海排行榜盛典-最受观众喜爱的电视剧大奖